# Richard Bausch
Richard Carl Bausch (Fort Benning, 18 aprile 1945) è uno scrittore statunitense.

## Biografia
Nato a Fort Benning, base militare in Georgia, vive in Orange, California, dove insegna scrittura creativa alla Chapman University.
Ha ottenuto un Bachelor of Arts alla George Mason University nel 1973 e un Master of Fine Arts due anni dopo all'Università dell'Iowa.
Autore di 12 romanzi, 9 raccolte di racconti e una di poesie, nel corso della sua carriera ha ricevuto numerosi premi letterari tra i quali il Dayton Literary Peace Prize nel 2009 per il romanzo La pace.
Fratello gemello dello scrittore Robert Bausch, suoi racconti e articoli sono apparsi in numerose riviste come il New Yorker, l'Atlantic, Esquire, Playboy, GQ e Harper's Magazine.

## Opere

### Romanzi
- Real Presence (1980)
- Take Me Back (1981)
- The Last Good Time (1984)
- Mr. Field's Daughter (1989)
- Violence (1992)
- Rebel Powers (1993)
- Good Evening Mr. and Mrs. America, and All the Ships at Sea (1996)
- In the Night Season (1998)
- Hello To the Cannibals (2002)
- Thanksgiving Night (2006)
- La pace (Peace, 2008), Roma, Fandango-Playground, 2017 traduzione di Martino Adani ISBN 978-88-99452-11-7.
- Before, During, After (2014)

### Racconti
- Spirits, And Other Stories (1987)
- The Fireman's Wife, And Other Stories (1990)
- Rare & Endangered Species (1994)
- Selected Stories of Richard Bausch (1996)
- Someone To Watch Over Me: Stories (1999)
- The Stories of Richard Bausch (2003)
- Wives & Lovers: 3 Short Novels (2004)
- Something is Out There (2010)
- Living in the Weather of the World (2017)

### Poesia
- These Extremes (2009)

## Filmografia
- The Last Good Time (1994) regia di Bob Balaban (soggetto dal romanzo omonimo del 1984)

## Premi e riconoscimenti
- National Endowment for the Arts: 1982
- Guggenheim Fellowship: 1984
- Premio PEN/Faulkner per la narrativa: 1988 nomination per Spirits, And Other Stories
- Premio PEN/Malamud: 2004 per "l'eccellenza nell'arte del racconto"
- W.Y. Boyd Literary Award for Excellence in Military Fiction: 2009 vincitore per La pace
- Dayton Literary Peace Prize: 2009 vincitore per La pace
- Rea Award for the Short Story: 2012[6]